# Salzgitter Klöckner-Werke

Logo der Klöckner-Werke AG

Die Salzgitter Klöckner-Werke GmbH ist ein international tätiger Anlagenbauer mit Tätigkeiten in der Abfüll- und Verpackungstechnik. 100 % des Kapitals werden von der Salzgitter AG (über deren Tochter Salzgitter Mannesmann GmbH) gehalten. Die Gesellschaft erbringt keine aktiven Leistungen.

## Geschichte

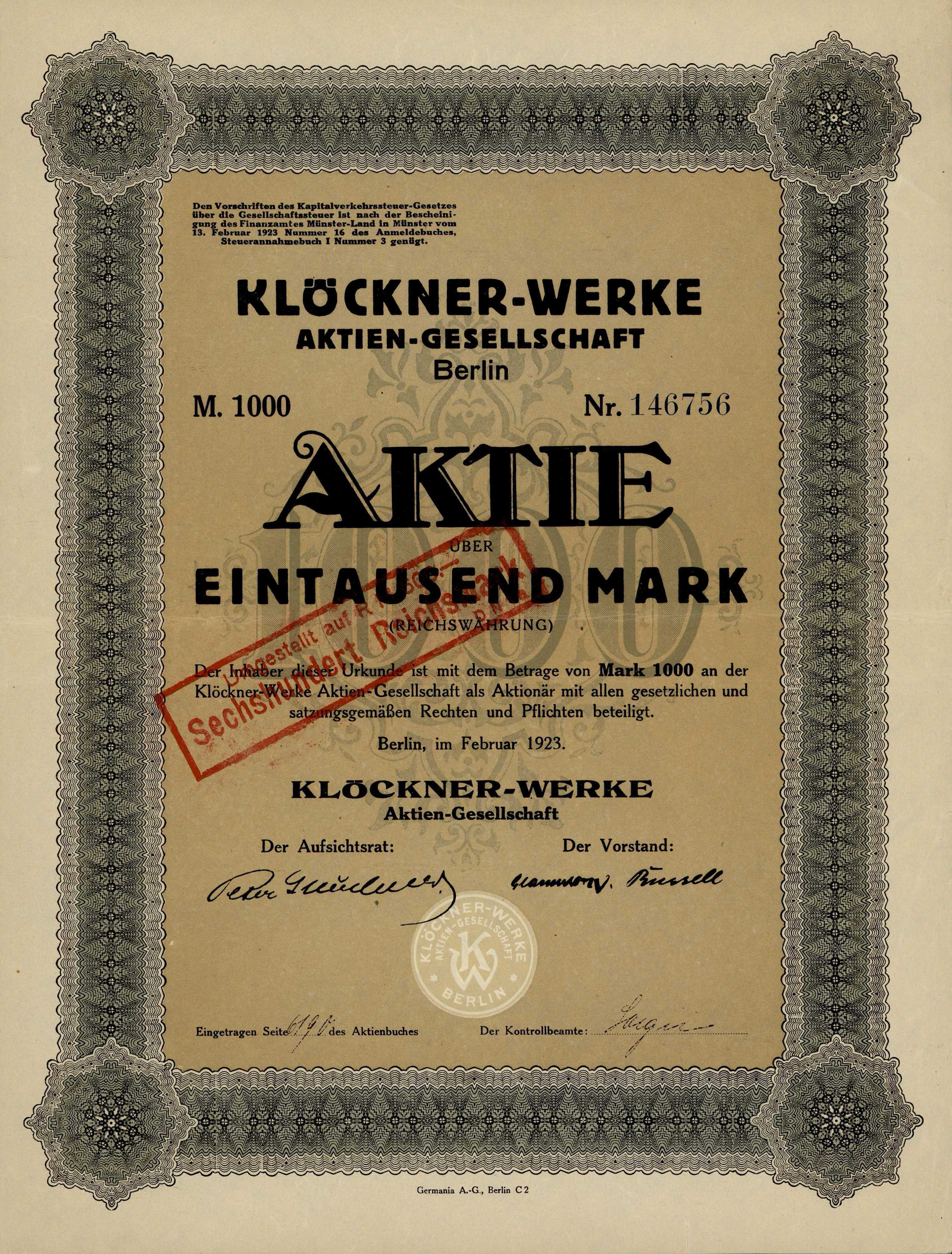
Aktie über 1000 Mark der Klöckner-Werke AG vom Februar 1923

Gemeinsam mit seinem Bruder Florian gründete Peter Klöckner 1906 ein Eisen- und Stahlhandelsunternehmen in Duisburg, aus dem später das Unternehmen Klöckner & Co. hervorging. Ihr besonderes Augenmerk galt maroden Unternehmen, an denen sie sich die Kapitalmehrheit sicherten, bevor sie sie sanierten. Hierzu zählten insbesondere Hüttenwerke, Kohlezechen und Erzgruben.
1923 fusionierte Klöckner alle ihm gehörenden Stahlbeteiligungen an dem Georgs-Marien-Bergwerks- und Hüttenverein in Georgsmarienhütte bei Osnabrück, an den Eisen- und Stahlwerken in Hagen-Haspe, an den Mannstaedt-Werken in Troisdorf sowie der Eisen- und Drahtindustrie in Düsseldorf und anderen Unternehmen zur Klöckner-Werke AG Rauxel-Berlin mit Sitz in Castrop-Rauxel.
1926 lehnte Klöckner es ab, sein Unternehmen in die Vereinigte Stahlwerke AG einzubringen. Er zog es vor, unabhängig zu bleiben. Im gleichen Jahr gründete er gemeinsam mit der Wintershall AG in Castrop-Rauxel die Gewerkschaft Victor Stickstoffwerke, die 1934 die erste Unterlizenz für den Bau einer Fischer-Tropsch-Anlage erwarb und ab 1936 als eines der ersten Unternehmen die Herstellung von synthetischen Benzin aus Kokereigas aufnahm.
Während des Zweiten Weltkriegs produzierte Klöckner neben Eisen- und Stahlprodukten in Georgsmarienhütte und Hagen-Haspe vor allem Rüstungsgüter in Köln. Dabei setzte der Konzern in der Hasper Hütte ab 1940 zahlreiche aus Osteuropa und Frankreich verschleppte Zwangsarbeiter, Kriegsgefangene und italienische Militärinternierte ein. Zudem wurde auf dem Werksgelände ein Lager für Strafgefangene und Untersuchungshäftlinge angelegt, in dem auch Gefangene aus der Straf- und Untersuchungshaftanstalt Hagen untergebracht wurden, die im Werk als Zwangsarbeiter eingesetzt wurden.
Auf alliierten Beschluss wurden die Klöckner-Werke 1945 liquidiert. Das bedeutete jedoch nicht das Ende der einzelnen Werke. Die Hasper Hütte produzierte beispielsweise weiter unter alliierter Kontrolle. Ab 1952 wurden die einzelnen Bergwerks- und Eisen-Stahl-Unternehmen allmählich unter der Holding Nordwestdeutsche Hütten- und Bergwerksvereins-AG wieder zusammengefasst. Die Verbindungen zwischen der Klöckner-Humboldt-Deutz AG und der neuen Holding wurden entflochten.
1954 firmierte die Nordwestdeutsche Hütten- und Bergwerksvereins-AG wieder unter ihrem alten Namen Klöckner-Werke AG. Hauptaktionär wurde die N.V. Internationale Industriele Beleggingmaatschappij Amsterdam in Voorburg, hinter der die Familie von Günther Henle als Eigentümer stand. Zahlreiche ehemals zum Konzern gehörende Unternehmen wurden wieder unter die Leitung der Klöckner-Werke gestellt.
Ebenfalls 1954 begannen die Klöckner-Werke mit dem Kauf von Grundstücken in Bremen, auf denen 1957 ein integriertes Stahlwerk aus Hochofen, Stahlwerk, Kaltwalzwerk und Warmbreitbandwalzwerk seine Produktion aufnahm.
Während der 1960er Jahre expandierte der Konzern im Bereich der Kunststoffverarbeitung und im Maschinenbau. So begann Klöckner die Produktion von Kunststoffhartfolien bei Klöckner Pentaplast in Montabaur. Die Kunststofffolien waren ein solcher Erfolg, dass Klöckner 1979 in den USA ein Zweigwerk eröffnete. Im gleichen Jahr stieg der Konzern mit dem Kauf von Holstein & Kappert in die Getränkemaschinenproduktion ein. Auch in der Abfüll- und Verpackungstechnik und der Automotivesparte engagierte sich Klöckner. 
Noch 1977 griff der Klöckner-Konzern nach der bayrischen Maxhütte und erhielt erhebliche öffentliche Subventionen. Gemeinsam wurde 1980 das Klöckner-Maxhütte-Stahlherstellungsverfahren (KMS-Verfahren) entwickelt. Aber bereits zwischen 1972 und 1978 wurden in Hagen-Haspe die Kapazitäten infolge der Stahlkrise stillgelegt.
In der Stahlkrise der späten 1970er und frühen 1980er Jahre hielt sich Klöckner nicht an die innerhalb des Stahlkartells Eurofer 1 vereinbarten Produktionsquoten und erstritt sich vor Gericht höhere. Dafür wurden die Klöckner-Werke aus der Wirtschaftsvereinigung Eisen und Stahl ausgeschlossen. Das Management gliederte den Stahlsektor aus dem Unternehmen unter der Firma Klöckner Stahl GmbH aus.
In den frühen 1990er Jahren geriet Klöckner in eine tiefgreifende Krise. Angesichts der Stahlkrise verdiente der Konzern nicht mehr so gut wie in den „goldenen 1960er Jahren“. Die Deutsche Bank als Hausbank des damals selbständigen Konzerns entsandte Karl-Josef Neukirchen als Sanierer, da die gesamte Gruppe angesichts der Stahlkrise zu kollabieren drohte. 1994 verschwand die Georgsmarienhütte im Wege des Management-Buy-outs aus dem Klöckner-Konzern, während die Klöckner-Hütte Bremen an den belgischen Cockerill-Sambre-Konzern verkauft wurde. Das Ende der Maxhütte zog sich länger hin.
Bis 1994 wurde das investitionsträchtige und durch Konjunkturschwankungen risikoreiche Geschäft in der Automobilzuliefererbranche verkauft. Stattdessen wurde in die renditeträchtigere Foliensparte investiert; diese wurde jedoch 2001 veräußert.
Ende 2001 wurden die Klöckner-Werke ein Konzernunternehmen der WCM Beteiligungs- und Grundbesitz-AG in Frankfurt am Main, die ca. 68 % der Stimmrechte hielt. Nach der Insolvenz der Konzernmutter verkaufte deren Insolvenzverwalter ca. 78 % der Aktien an der Klöckner-Werke AG an die Salzgitter AG. Nach einem squeeze-out hält der Salzgitter-Konzern seit August 2010 100 % der Aktien und die Börsennotierung des Unternehmens wurde in der Folge eingestellt.
Im Oktober 2011 wurde die Klöckner-Werke AG in die Salzgitter Klöckner-Werke GmbH umgewandelt.

## Aktuelle Aktivitäten
Die Salzgitter Klöckner-Werke, als 100%ige Tochtergesellschaft der Salzgitter Mannesmann, konzentrieren sich auf ihre industriellen Aktivitäten im Bereich des Anlagenbaus. Das Segment Abfüll- und Verpackungstechnik besteht aus den Unternehmen der KHS-Gruppe, welche weltweit tätig sind und zentral von Deutschland aus geführt werden. KHS plant, baut und installiert komplette Getränkeprozess-, Filtrations- und Abfüllanlagen für die Getränke- und Nichtgetränkeindustrie. KHS ist weltweit unter den Marktführern.
Der Bereich Sonstige Industriebeteiligungen besteht aus den Unternehmen Klöckner DESMA Schuhmaschinen GmbH (KDS) sowie Klöckner DESMA Elastomertechnik GmbH (KDE). Hergestellt werden Gummispritzgießmaschinen (KDE) und Schuhmaschinen (KDS).